# Primera División de Guatemala 1998-99
La Primera División de Guatemala 1998-99 fue el campeonato de ascenso más importante de Guatemala durante la segunda mitad del año 1998 y la primera mitad del año 1999.
El torneo acogió a Chimantenango, quien descendió de la Liga Nacional 1997-98. 
El campeón fue Antigua GFC, quien ascendió a la Liga Nacional 1999-00. 
El torneo también significó el descenso de Heredia y Amatitlán.

## Sistema de campeonato
Los 14 equipos juegan en un sistema de todos contra todos a ida y vuelta durante 26 fechas. Finalizadas las 26 fechas, los mejores 8 equipos clasifican a un octagonal que definirá al campeón de la temporada y al ascendido a la próxima temporada de la Liga Mayor, mientras que los últimos 6 equipos juegan una hexagonal para no descender.
Si el ganador de la octagonal y de la fase regular son distintos, estos jugarán un playoff por el ascenso, de lo contrario, el ganador de ambas fases ascendía. 
Los últimos dos puestos de la hexagonal de descenso jugaban playoffs contra los dos mejores equipos de la Segunda División.

## Equipos participantes
| Equipo              | Ciudad                 | Departamento   | Estadio                         | Capacidad |
| ------------------- | ---------------------- | -------------- | ------------------------------- | --------- |
| Achuapa             | Santa Catarina Mita    | Jutiapa        | Estadio Manuel Ariza            | 1 000     |
| Amatitlán           | Amatitlán              | Guatemala      | Estadio Guillermo Slowing       | 3 000     |
| Antigua GFC         | Antigua Guatemala      | Sacatepéquez   | Estadio Pensativo               | 10 000    |
| Chimaltenango       | Chimaltenango          | Chimaltenango  | Estadio Municipal               | 2 000     |
| COPAGSA             | Santa Catarina Pinula  | Guatemala      | Estadio COPAGSA                 | 1 000     |
| Coatepeque          | Coatepeque             | Quetzaltenango | Estadio Israel Barrios          | 10 000    |
| Heredia             | Morales                | Izabal         | Estadio del Monte               | 1 000     |
| Izabal JC           | Puerto Barrios         | Izabal         | Estadio Roy Fearon              | 1 000     |
| Jalapa              | Jalapa                 | Jalapa         | Estadio Las Flores              | 15 000    |
| Marquense           | San Marcos             | San Marcos     | Estadio Marquesa de la Ensenada | 10 000    |
| Mictlán             | Asunción Mita          | Jutiapa        | Estadio La Asunción             | 5 000     |
| Deportivo San Pedro | San Pedro Sacatepéquez | San Marcos     | Estadio Sampedrano              | 9 500     |
| Sanarate            | Sanarate               | El Progreso    | Estadio Municipal               | 2 000     |
| Teculután           | Teculután              | Zacapa         | Estadio David Ordóñez Bardales  | 9 000     |

## Fase de clasificación
| #   |               | PJ | PG | PE | PP | GF | GC | DIF | PTS | Clasificación            |
| --- | ------------- | -- | -- | -- | -- | -- | -- | --- | --- | ------------------------ |
| 1°  | Antigua GFC   | 26 | 13 | 8  | 5  | 32 | 21 | +11 | 47  | Playoffs de ascenso (2)  |
| 2°  | Achuapa       | 26 | 12 | 9  | 5  | 37 | 25 | +12 | 45  | Octagonal por el título  |
| 3°  | Chimaltenango | 26 | 12 | 9  | 5  | 37 | 25 | +12 | 45  | Octagonal por el título  |
| 4°  | COPAGSA       | 26 | 11 | 9  | 6  | 47 | 38 | +9  | 42  | Octagonal por el título  |
| 5°  | Mictlán       | 26 | 9  | 9  | 8  | 34 | 31 | +3  | 36  | Octagonal por el título  |
| 6°  | Marquense     | 26 | 10 | 6  | 10 | 33 | 38 | -5  | 36  | Octagonal por el título  |
| 7°  | Jalapa        | 26 | 11 | 3  | 12 | 38 | 44 | -6  | 36  | Octagonal por el título  |
| 8°  | Teculután     | 26 | 9  | 8  | 9  | 39 | 33 | +6  | 35  | Octagonal por el título  |
| 9°  | San Pedro     | 26 | 10 | 5  | 11 | 36 | 38 | -2  | 35  | Hexagonal de descenso    |
| 10° | Amatitlán     | 26 | 9  | 5  | 12 | 35 | 37 | -2  | 32  | Hexagonal de descenso    |
| 11° | Izabal JC     | 26 | 8  | 4  | 14 | 37 | 40 | -3  | 28  | Hexagonal de descenso    |
| 12° | Sanarate      | 26 | 6  | 10 | 10 | 25 | 32 | -7  | 28  | Hexagonal de descenso    |
| 13° | Heredia       | 26 | 5  | 10 | 11 | 32 | 45 | -13 | 25  | Playoffs de descenso (1) |
| 14° | Coatepeque    | 26 | 4  | 11 | 11 | 23 | 39 | -16 | 22  | Playoffs de descenso (1) |

- (1) Y hexagonal de descenso
- (2) Y octagonal por el título

## Octagonal final
| #  |               | PJ | PG | PE | PP | GF | GC | DIF | PTS | Clasificación       |
| -- | ------------- | -- | -- | -- | -- | -- | -- | --- | --- | ------------------- |
| 1° | Achuapa       | 14 | 6  | 6  | 2  | 24 | 14 | +10 | 24  | Playoffs de ascenso |
| 2° | Chimaltenango | 14 | 7  | 2  | 5  | 22 | 20 | +2  | 23  |                     |
| 3° | Jalapa        | 14 | 6  | 4  | 4  | 22 | 17 | +5  | 22  |                     |
| 4° | Marquense     | 14 | 6  | 2  | 6  | 17 | 16 | +1  | 20  |                     |
| 5° | Antigua GFC   | 14 | 5  | 4  | 5  | 21 | 18 | +3  | 19  |                     |
| 6° | Teculután     | 14 | 4  | 6  | 4  | 18 | 15 | +3  | 18  |                     |
| 7° | COPAGSA       | 14 | 4  | 5  | 5  | 24 | 24 | 0   | 17  |                     |
| 8° | Mictlán       | 14 | 1  | 5  | 8  | 10 | 33 | -23 | 8   |                     |

- Sin resultado conocido alguno, Antigua GFC ganó el partido por el ascenso, nombrándose como campeón de la temporada.

## Hexagonal de descenso
| #   |            | PJ | PG | PE | PP | GF | GC | DIF | PTS | Clasificación        |
| --- | ---------- | -- | -- | -- | -- | -- | -- | --- | --- | -------------------- |
| 9°  | Coatepeque | 10 | 5  | 4  | 1  | 17 | 10 | +7  | 19  |                      |
| 10° | Sanarate   | 10 | 4  | 4  | 2  | 16 | 11 | +5  | 16  |                      |
| 11° | San Pedro  | 10 | 4  | 3  | 3  | 16 | 10 | +6  | 15  |                      |
| 12° | Izabal JC  | 10 | 4  | 2  | 4  | 18 | 11 | +7  | 14  |                      |
| 13° | Amatitlán  | 10 | 2  | 3  | 5  | 10 | 11 | -1  | 9   | Playoffs de descenso |
| 14° | Heredia    | 10 | 2  | 2  | 6  | 10 | 31 | -21 | 8   | Descendido           |

## Playoffs de descenso
Sin registros de resultado alguno, Amatitlán perdió la categoría tras jugar el playoff de descenso contra Coatepeque.

## Resumen final
|             | A Liga Nacional 1998-99    |
| ----------- | -------------------------- |
| Ascendidos  | Antigua GFC                |
|             | A Segunda División 1998-99 |
| Descendidos | Amatitlán Heredia          |